# El Pujol Gran
El Pujol Gran és una muntanya de 265 metres que es troba al municipi de Sitges, a la comarca del Garraf.